# 전국시각장애인연대 대 타겟 법인 소송
‘전국시각장애인연대 대 타겟 법인’, 지방법원 판결집 2차 452번 946쪽(2006년)은 미국의 집단 행동 소송이었는데 그것은 캘리포니아 앨러미다 군 상급 법원에서 2006년 2월 7일에 제기되었고, 다음에 연방 법원으로 이관되었다.
1990년 미국 장애인법, 특히  “공공적 무장애 시설”에 의한 차별을 금지하는 제3편의 내용들(미국 법전 42편 12181절 이하)이 웹사이트 그리고/혹은 인터넷에 적용되는지 혹은 물리적 장소에 한정되는지 아닌지 그 소송은 다투었다. 
원고, 전국시각장애인연대(엔에프비)는, 타겟 법인이라는, 전국 연쇄점을 상대로 소송을 걸었는데, 시각장애인이 피고의 웹사이트의 많은 정보에 접근할 수, 그리고 그것의 웹사이트로부터 혼자서 아무것도 살 수 없다고 주장하면서 말이다. 2006년 9월 7일에, 연쇄점이 만약에 그것의 웹사이트가 시각장애인에게 접근 불가능하다면 유죄라고 법원은 판결했다. 법원의 판결에서, 매릴린 홀 파텔 판사는 법원의 명령이 "미국 법전 42편 12182절"에 근거했다고 설명했는데,그것은 1990년 미국 장애인법의 공적 편의 제공에 대한 조항에 의한 차별 금지인데, 그것은 "재화, 서비스, 시설 혹은 특권의 향유"에 있어서의 차별을 금지한다.